# Torsten Gutsche
Torsten Gutsche (Eisenhüttenstadt, Brandemburgo, 8 de junho de 1968) é um ex-canoísta alemão especialista em provas de velocidade.

## Carreira
Foi vencedor das medalhas de ouro em K-2 500 m em Barcelona 1992 e em Atlanta 1996, da medalha de ouro em K-2 1000 m em Atlanta 1996, da medalha de prata em K-2 1000 m em Atlanta 1996, com o seu colega de equipe Kay Bluhm.